# Perna-verde-comum

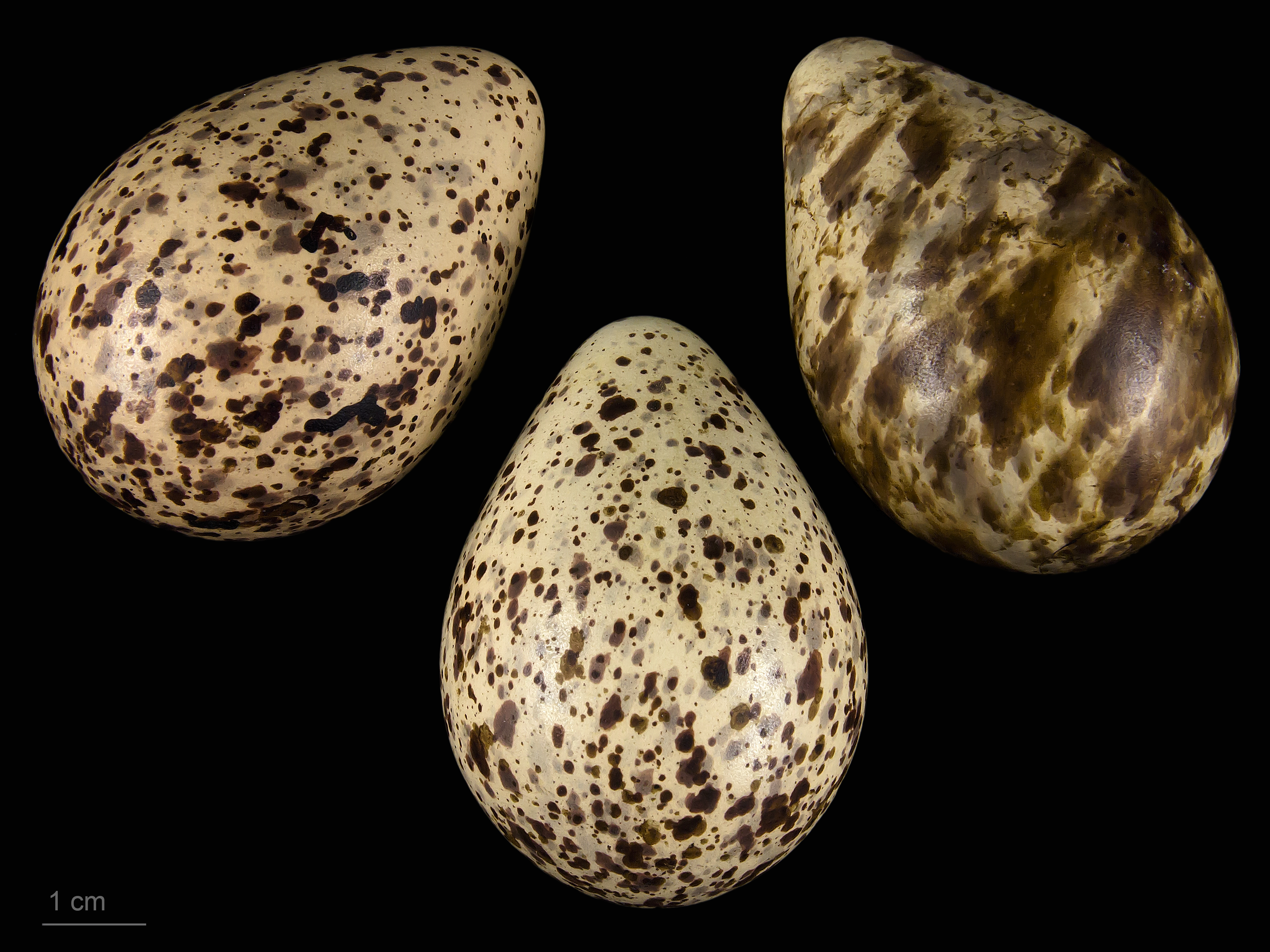
Tringa nebularia - MHNT

O perna-verde-comum (Tringa nebularia) é uma ave da família Scolopacidae. Caracteriza-se pelas longas patas esverdeadas e pelo bico ligeiramente recurvado para cima.
Esta espécie nidifica no norte da Europa (Fino-Escandinávia) e inverna sobretudo em África, embora alguns indivíduos passem o Inverno nas costas europeias. Em Portugal ocorre como migrador de passagem e invernante, frequentando estuários, salinas e lagoas costeiras.

## Subespécies
A espécie é monotípica (não são reconhecidas subespécies).